# شمیخوویتسه (استان اشوی‌داشکسیه)
شمیخوویتسه (به لهستانی: Śmiechowice) یک منطقهٔ مسکونی در لهستان است که در گمینا سامبوژتس واقع شده‌است.